# Иса ибн Марьям
И́са ибн Ма́рьям (араб. عِيسَى ابْنُ مَرْيَمَ‎) — один из особо почитаемых в исламе пророков и посланников, посланный к евреям (Бану Исраил) для того, чтобы подтвердить истинность Таурата (Торы) и принести одну из священных книг ислама — Инджиль (Евангелие). Считается одним из посланников Аллаха (расуль), наряду с Нухом, Ибрахимом, Мусой и Мухаммадом, а также основоположником нового Закона. Отождествляется с новозаветным Иисусом Христом.

## Имя и эпитеты
Пророк Иса в Коране называется эпитетами абдуллах (раб Аллаха), расулюллах (посланник Аллаха), салих (праведник), калима (слово [Аллаха]), кауль аль-хакк (речение истины) и так далее. Отнесение Исы к «приближённым» (мукаррабун) Аллаха давало повод говорить о том, что его природа наполовину ангельская. Ношение им имени Ибн Марьям (сын Марии) подчеркивало особое значение его матери в исламе. Имя Масих (мессия), которым Иса назван в Коране, не несёт иудеохристианского религиозного смысла.
Мусульмане используют имя Исы, равно как и имена других библейских и коранических персонажей, в качестве личного имени. Длительное общение мусульман и испанских христиан привело к тому, что испаноязычные христиане также стали использовать имя Иисус (исп. Jesús — Хесус) в качестве личного имени, хотя в христианском мире данная практика обычно не встречается. В некоторых мусульманских странах имя Исы давалось незаконнорождённым детям.

## История

### Рождение
Иса в исламе был сотворён Аллахом подобно Адаму (Аль ‘Имран 3:59). Мусульмане верят в непорочное зачатие Исы. В Коране довольно подробно рассказано о чудесном рождении Исы. Ангелы (или один ангел в облике «совершенного человека») сообщили Марьям, что она по слову Аллаха, родит сына, который будет проповедовать Писание и творить чудеса. Коран уподобляет Ису Адаму, так как тоже был рождён без отца благодаря чуду, сотворённому Аллахом.
После рождения Иса сказал матери, что Аллах облегчает её муки, даровав плоды с пальмы, под которой она рожала, и заставив бить под ней источник. Аллах приказал ей молчать, когда её станут расспрашивать о рождении ребёнка. Когда соплеменники Марьям начали обвинять её в распутстве, он заговорил, объявив, что он — слуга Аллаха и пророк (наби). Это было первое чудо, произошедшее с ним. Иудеи обратились к римскому наместнику с требованием казнить Марьям за рождение сына без отца, из-за чего Марьям и Иса были вынуждены бежать в Египет. Когда Исе исполнилось двенадцать лет, они вернулись в Иудею и поселились в Назарете (Насире).

### Ученики
В Коране упоминаются ученики Исы, их количество и деятельность не указана. Однако в тафсирах и хадисах можно найти упоминание и некоторые сходства с Новым Заветом.

### Пророчество
В возрасте тридцати лет Иса стал пророком и сразу начал активную проповедь веры среди заблудших евреев. В пророчестве ангела о будущем Исы говорится, что в доказательство своей пророческой миссии он будет творить чудеса. По воле Аллаха он воскрешал мёртвых, вдыхал жизнь в глиняные фигурки птиц, исцелял слепого и прокажённого, обнаружил сокрытое.
Иса особо связан с пророком Мухаммедом, так как предсказывал появление пророка «имя которому — Ахмад». Как и у пророка Мухаммада, у него был помощник — рух аль-кудус («святой дух»), которого чаще всего идентифицируют с ангелом Джибрилем.
Иса был основателем новой религии, которая основывалась на законах пророка Мусы (Моисея). В ней были новые законы, которые отменили действие старых. До пришествия в мир пророка Мухаммада религия пророка Исы оставалась единственно верной религией на земле. Пророк Иса вёл активную проповедническую жизнь. Он призывал соплеменников поклоняться Аллаху и уверовать в посланное ему Писание. Часть людей уверовала в Пророка, у него были преданные ученики — апостолы (хавариюн). Когда апостолы попросили даровать им трапезу с небес, Аллах ниспослал им её.

### Распятие
Большинство евреев отказалось признавать Ису в качестве пророка и, более того, они выступили против него и решили убить его. Иудеи пришли к римскому наместнику и сказали ему, что якобы Иса хочет избавиться от римского господства и установить своё царство в Иудее. Поверив им, наместник приказал схватить Ису, надеть ему на голову венок из колючек и распять. Для выполнения приказа римского наместника к Исе отправилась группа иудеев вместе с римскими солдатами.
Иудеи объявили всем, что они добились его распятия, однако Коран отрицает смерть пророка Исы на кресте, заверяя, что, вопреки утверждениям его врагов, они «не убили его и не распяли, но это только представилось им». Иса был вознесён на небеса.
Известный арабский историк XIV века и толкователь Корана Ибн Касир писал со слов Ибн Аббаса, что вместо Исы был распят другой человек:
В тот момент Иса был вместе с двенадцатью-тринадцатью своими сподвижниками. Говорят, что это происходило в пятницу, ближе к заходу солнца, то есть в вечер на субботу. Они окружили дом, и когда он (Иса) почувствовал, что либо они неизбежно ворвутся, либо он должен выйти к ним, он сказал своим сподвижникам: „Кто хочет стать похожим на меня и быть моим спутником в раю?“ Один юноша добровольно вызвался, однако Иса счел его молодым для этого. Он повторил свои слова во второй раз, и в третий, но никто, кроме этого юноши, не отзывался. Тогда Иса сказал: „Ты будешь им!“. И Аллах изменил его облик на облик Исы так, что они стали совершенно похожи. Затем в крыше дома открылось отверстие, и Иса впал в дремоту. В таком состоянии он вознёсся на небеса, как сказал об этом Всевышний: „О, Иса! Я возвращу тебя и вознесу к Себе…“ (Аль Имран: 55). Когда он вознесся, его ученики вышли. Евреи, увидев этого юношу, приняли его за Ису, схватили его, надели ему на голову венок из колючек и распяли.
Подобная точка зрения отражена и в апокрифическом Евангелии от Василида, преподававшего в Александрии в 117—138 годах н. э., где указывается, что в действительности вместо Исы был распят Симон Киринеянин.
По другой версии, один из апостолов предал пророка и повёл стражу к дому, в котором тот находился. Стражники велели апостолу пойти в дом и вывести к ним Ису. Когда тот вошёл в дом, Аллах вознес Ису на небеса и придал его внешность апостолу. Когда последний вышел из дома, стражники схватили его, после чего в образе пророка Исы распяли на кресте предателя. Исламский историк XIII века Ибн аль-Асир считал предателя Иуду наиболее вероятным апостолом, распятым вместо пророка Исы.
Согласно исламской доктрине, служение Исы состояло не в том, что он приносил себя в жертву во искупление людских грехов, а в том, что он был посланником Бога и указывал верный путь к Богу. Каждый человек будет судим по своим деяниям, и никто не несёт на себе грехов другого.
Большинство мусульман интерпретируют аят о распятии (4:157) как отрицание того, что такое событие произошло. Профессор Тодд Лоусон в своей книге «Распятие и Коран» утверждает, что исмаилиты и учёные братства чистоты (Ихван ас-Сафа) признали распятие. Постоянный комитет по исследованиям и фетвам Саудовской Аравии в 1990 издал фетву, согласно которой мусульманин, утверждающий, что Иса ибн Марьям умер и не вернётся к концу времён, «высказал мнение, противоречащее книге Бога и авторитетному преданию Его пророка, тем самым допустив серьёзную ошибку» и такой человек будет считаться неверующим (кафиром).
Исламовед Халиль Мохаммед утверждает, что за последние 30 лет исследований учёные обнаружили, что Коран однозначно не отвергает смерти Исы на кресте. Махмуд Аюб пришёл к выводу, что Коран на самом деле не отрицает распятие. По его словам, проблема заключается в мусульманских муфассирах, которые не только неубедительно опровергают событие, но и усугубляют ситуацию теорией подмены.

### Второе пришествие
Все события, связанные со вторым пришествием Исы, не упоминаются в Коране, однако приводятся в авторитетных сборниках хадисов. В Предании пророк Иса в конце времён действует то рядом с Махди, то вытесняет и заменяет его. Коранические толкования определяют пророку Исе роль одного из главных участников Судного дня.
Согласно преданию, Иса пребывает в раю, и накануне конца света, по воле Аллаха, спустится оттуда в Палестину. По другой версии, Иса спустится на минарет, стоящий в юго-восточном углу мечети Омейядов в Дамаске, который носит его имя. Он сразится с лжемессией Даджалом и убьёт его, после чего Аллах, благодаря его мольбе, уничтожит племена Яджудж и Маджудж (Гог и Магог), которые будут угрожать всему человечеству. Пророк Иса установит на земле царство добра и справедливости. В своем втором пришествии он будет руководствоваться исламским шариатом.
Иса умрёт и будет похоронен в Медине рядом с Мухаммедом. В мечети Пророка показывают место, отведённое для захоронения Исы.
В день Суда Аллах воскресит его, и он вместе со всеми предстанет перед Аллахом. Вместе с другими пророками он будет свидетельствовать против неверующих. Указание того, что Иса будет «признаком» наступающего Суда, считается намёком на его второе пришествие.
Иса стал объектом особого поклонения в некоторых исламских течениях. Ахмадиты, например, считают, что спасшийся из Иерусалима Иса умер и похоронен в Кашмире, а затем воскрес, воплотившись в основателя общины.

## Иса в Коране и преданиях
Коран упоминает об Исе значительно больше, чем о других пророках. Его имя упоминается в Коране 25 раз. Согласно преданию, сура «Марьям» читалась мухаджирами перед эфиопским негусом как доказательство близости проповеди Мухаммада к христианству.
Иса идентифицируется с христианским Иисусом Христом, но Коран отвергает идею Троицы и отрицает христианское представление о нём как о Боге и Сыне Божием. В отличие от Библии, Коран подчёркивает, что Иса всего лишь раб Божий.
Исламовед Жан Ваарденбург утверждает, что апокрифические истории о Марии и Иисусе, вместе с понятием единого всемогущего Бога и рядом библейских историй, появились в Коране уже в первые два мекканских периода.
Согласно Энциклопедии Ислама, мусульманская христология, помимо Корана, содержит дополнения из апокрифических евангелий, детства Иисуса или из гностических писаний. Эти дополнения расширили мусульманскую христологию, а в некоторых аспектах и приблизили её к христианской христологии.

## В кинематографе
- Мессия — иранский фильм и телесериал 2007 года.